# Олесницкое княжество
Олесницкое княжество (пол. Księstwo Oleśnickie) или Герцогство Эльс (нем. Herzogtum Oels, лат. Ducatus Olsnensis) — одно из Силезских княжеств со столицей в Олеснице в Нижней Силезии, Польша.

## История

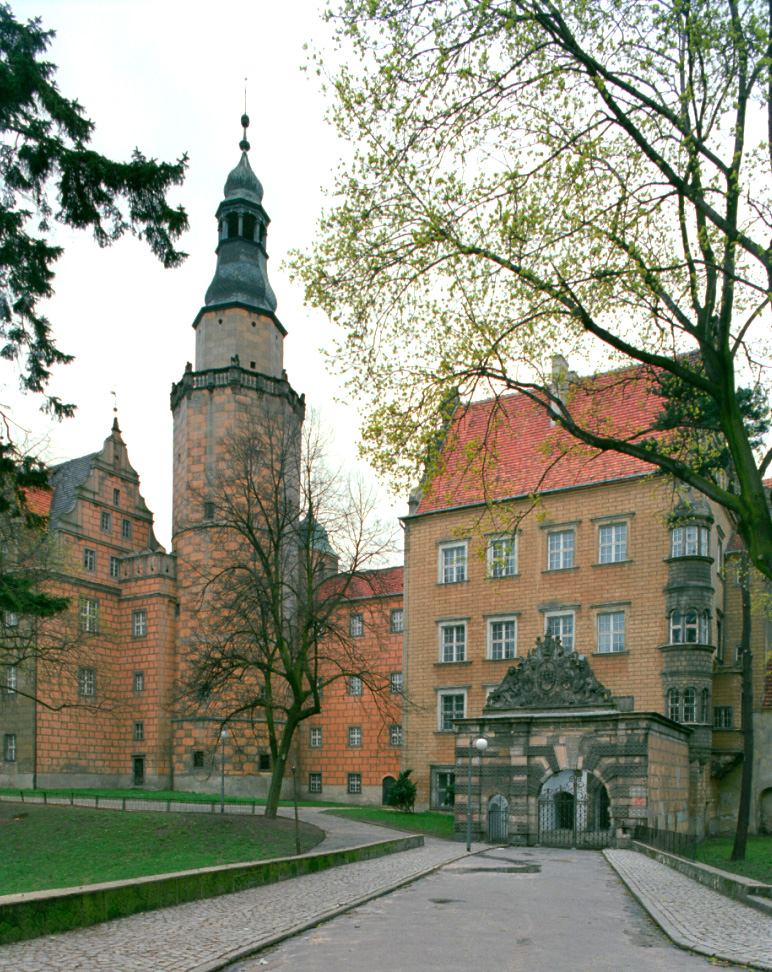
Олесницкий замок

Изначально Олесница входила в состав принадлежавшего местной линии династии Пястов княжества Силезия; в 1294 году, в результате соглашения между Генрихом III Глоговским и его двоюродным братом Генрихом V Брюхатым, князем Вроцлава, она стала частью Глогувского княжества. После смерти Генриха III его сыновья разделили Глогувское княжество.  В 1312 году произошел первый раздел владений Генриха III: его второй и третий сын Конрад и Болеслав получили во владение восточную часть отцовских владений (города Олесница, Намыслув и Ключборк, Калишская и Гнезненская земли). Годом позже братья снова раздели свои владения: Конрад получил Калиш и Намыслув, а Болеслав — Олесницу и Гнезно. В 1321 году бездетному Болеславу наследовал его брат Конрад I.
Конрад искал защиты от наследственных претензий своих троюродных братьев Генриха Вроцлавского и Болеслава Легницкого, которых поддерживал польский король Владислав I Локетек, и в 1328 году принес вассальную присягу королю Чехии Яну Люксембургскому. Используя хорошие отношения с Яном и его сыном Карлом IV, князь Конрад I получил Козле после смерти князя Болеслава Бытомского в 1355 году. Его сын, князь Конрад II Серый, впоследствии приобрел город Конты и половину Сцинавского княжества у князя Генриха VIII Младшего. Эти значительные приобретения он передал своему наследнику Конраду III Старому в 1403 году.
Потомки Конрада III правили в Олеснице до 1492 года, неизменно подтверждаю вассальную зависимость от Чешского королевства. После смерти последнего из них, князя Конрада X Белого, Олесницкое княжество отошло к Чешскому королевству на правах сюзерена. Претензии на него предъявил сын покойного короля Йиржи из Подебрад, зембицкий князь Генрих I. В конце концов, его претензии были удовлетворены королем Владиславом II Ягеллоном в 1495 году.

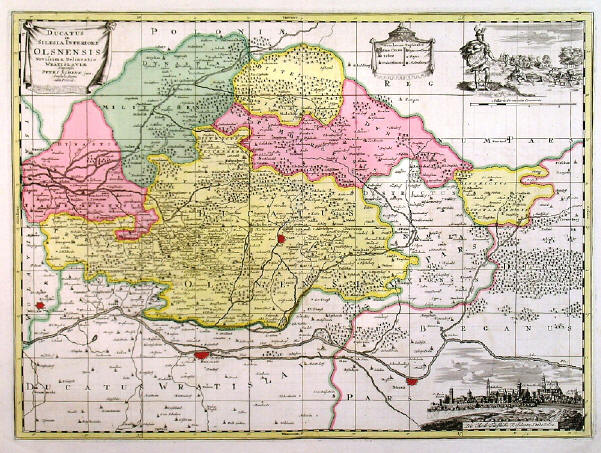
Ducatus in Silesia Inferiore Olsnensis, Гравюра Петера Шенка Младшего, примерно 1720

Когда в 1647 году династия панов из Подебрад прекратилась, император Фердинанд III даровал княжество Сильвию Нимроду Вюртембергскому, зятю последнего князя из дома Подебрад. Оно оставалось вассалом чешской короны, пока не было завоевано Пруссией в ходе Силезских войн.
Олесницкая ветвь Вюртембергского дома сохраняла контроль над Эльсом до 1792 года, когда скончался последний из них, герцог Карл Кристиан. Герцогство унаследовал его зять Фридрих Август Брауншвейг-Вольфенбюттельский, передавший его племяннику Фридриху Вильгельму, герцогу Брауншвейг-Вольфенбюттель. Эльс находился в унии с герцогством Брауншвейг с 1815 по 1884 годы, когда герцог Вильгельм Брауншвейгский умер, не оставив наследников, после чего Прусское королевство аннексировало его.

## Князья Олесницы
| #                                                     | Портрет                         | Имя (годы жизни)                                                                           | Родители                                                                             | Годы правления                | Примечания |
| ----------------------------------------------------- | ------------------------------- | ------------------------------------------------------------------------------------------ | ------------------------------------------------------------------------------------ | ----------------------------- | --- |
| Силезские Пясты                                       |                                 |                                                                                            |                                                                                      |                               | |
| 1                                                     |                                 | Конрад I Олесницкий (1292/1298 — 22/27 сентября 1366)                                      | Генрих III Глоговский Матильда Брауншвейг-Люнебургская                               | 1312-1313 1320/1321-1366      | князь Сцинавский (с 1309 по 1312 годы), князь Жаганьский (с 1309 по 1312 годы), князь Намыслувский (с 1313 по 1323 годы), князь Великопольский (с 1309 по 1312 год), князь Калишский (с 1312 по 1314 год), князь Гнезненский (с 1312 по 1313 год), князь Козленский (с 1355 по 1366 годы), князь Бытомский (с 1357 по 1366 годы) |
| 2                                                     |                                 | Болеслав Олесницкий (1293/1296 — 1320/1321)                                                | Генрих III Глоговский Матильда Брауншвейг-Люнебургская                               | 1312-1320/1321                | князь Сцинавский (с 1309 по 1312 годы), Жаганьский (с 1309 по 1312 годы), князь Великопольский (с 1309 по 1312 год), князь Калишский (с 1312 по 1313 год), князь Гнезненский (с 1312 по 1314 год) |
| 3                                                     |                                 | Конрад II Олесницкий (1338/1340 — 10 июня 1403)                                            | Конрад I Олесницкий Евфимия Бытомская                                                | 1366-1403                     | князь Сцинавский (с 1397 по 1403 годы), князь Козленский (с 1366 по 1403 годы), князь Бытомский (с 1366 по 1403 годы) |
| 4                                                     |                                 | Конрад III Старый (1354/1359 — 20/28 декабря 1412)                                         | Конрад II Олесницкий Агнесса Цешинская                                               | 1377-1412                     | князь Сцинавский (с 1377 по 1412 годы), князь Козленский (с 1377 по 1412 годы), князь Бытомский (с 1377 по 1411 годы) |
| 5                                                     |                                 | Конрад IV Старший (1380/1390 — 9 августа 1447)                                             | Конрад III Старый Гута                                                               | 1412-1416                     | князь Сцинавский (с 1412 по 1416 годы), князь Козленский (с 1412 по 1416 годы), князь Бытомский (с 1412 по 1416 годы), епископ Вроцлавский (с 1417 по 1447 годы) |
| 6                                                     |                                 | Конрад V Кацкий (1381/1387 — 10 сентября 1439)                                             | Конрад III Старый Гута                                                               | 1412-1439                     | князь Сцинавский (с 1412 по 1427 годы), князь Козленский (с 1412 по 1427 годы), князь Бытомский (с 1412 по 1427 годы) |
| 7                                                     |                                 | Конрад VI Декан (1387/1391 — 3 сентября 1427)                                              | Конрад III Старый Гута                                                               | 1416-1427                     | князь Сцинавский (с 1416 по 1427 годы), князь Козленский (с 1416 по 1427 годы), князь Бытомский (с 1416 по 1427 годы) |
| 8                                                     |                                 | Конрад VII Белый (ок.1390 — 14 февраля 1452)                                               | Конрад III Старый Гута                                                               | 1416-1427 1439-1450           | князь Сцинавский (с 1416 по 1427 и с 1444 по 1450 годы), князь Козленский (с 1416 по 1450 годы), князь Бытомский (с 1416 по 1450 годы), князь Волувский (с 1449 по 1450 годы) |
| 9                                                     |                                 | Конрад VIII Младший (1395/1400 — 5 сентября 1444/8 февраля 1447)                           | Конрад III Старый Гута                                                               | 1416-1427                     | князь Сцинавский (с 1416 по 1444/1447 годы), князь Козленский (с 1416 по 1427 годы), князь Бытомский (с 1416 по 1427 годы) |
| 10                                                    |                                 | Конрад IX Черный (1415/1420 — 10 августа 1471)                                             | Конрад V Кацкий Маргарита                                                            | 1450-1471                     | князь Сцинавский (с 1450 по 1452 годы), князь Козленский (с 1450 по 1471 годы), князь Бытомский (с 1450 по 1471 годы), князь Волувский (с 1450 по 1452 годы) |
| 11                                                    |                                 | Конрад X Белый (ок.1420 — 21 сентября 1492)                                                | Конрад V Кацкий Маргарита                                                            | 1450-1452 1478-1489 1490-1492 | князь Сцинавский (с 1450 по 1492 годы), князь Козленский (с 1450 по 1452 и с 1471 по 1472/1492 годы), князь Бытомский (с 1450 по 1452 и с 1471 по 1472/1492 годы), князь Волувский (с 1450 по 1489 и с 1490 по 1492 годы) |
| 12                                                    |                                 | Маргарита Равская (жена князя Конрада IX Черного) (1436/1440 — 5 мая 1483/1 сентября 1485) | Земовит V Равский Маргарита Ратиборская                                              | 1471-1475                     | вдовий удел |
| 13                                                    |                                 | Барбара Олесницкая (1465 — после 30 ноября 1479)                                           | Конрад IX Черный Маргарита Равская                                                   | 1475-1478                     | |
| 14                                                    |                                 | Матьяш Хуньяди (23 февраля 1443 — 6 апреля 1490)                                           |                                                                                      | 1489-1490                     | король Венгрии (с 1458 по 1490 год), rороль Чехии (с 1469 по 1490 год) |
| В составе земель Чешской короны                       | В составе земель Чешской короны | В составе земель Чешской короны                                                            | В составе земель Чешской короны                                                      | 1492-1495                     | |
| Паны из Подебрад                                      |                                 |                                                                                            |                                                                                      |                               | |
| 15                                                    |                                 | Йиндржих I из Подебрад (15 мая 1448 — 24 июня 1498)                                        | Йиржи из Подебрад Кунгута из Штернберка                                              | 1495-1498                     | князь Опавский (с 1465 по 1472 год), князь Зембицкий (с 1462 по 1498 год), князь Волувский (с 1495 по 1498 год) |
| 16                                                    |                                 | Альбрехт I Мюнстербергский (3 августа 1468 — 12 июля 1511)                                 | Йиндржих I из Подебрад Урсула Бранденбургская                                        | 1498-1511                     | князь Зембицкий (с 1498 по 1511 год), князь Волувский (с 1498 по 1511 год) |
| 17                                                    |                                 | Георг I Мюнстербергский (2 октября 1470 — 10 ноября 1502)                                  | Йиндржих I из Подебрад Урсула Бранденбургская                                        | 1498-1502                     | князь Волувский (с 1498 по 1502 год), князь Зембицкий (с 1498 по 1502 год) |
| 18                                                    |                                 | Карл I Мюнстербергский (4 мая 1476 — 31 мая 1536)                                          | Йиндржих I из Подебрад Урсула Бранденбургская                                        | 1498-1536                     | князь Волувский (с 1498 по 1517 год), князь Зембицкий (с 1498 по 1536 год) |
| 19                                                    |                                 | Иоахим Мюнстербергский (18 января 1503 — 27 декабря 1562)                                  | Карл I Мюнстербергский Анна Жаганьская                                               | 1536-1542                     | князь Зембицкий (с 1536 по 1542 год), князь-епископ Бранденбургский (с 1545 по 1560 год) |
| 20                                                    |                                 | Генрих II Мюнстербергский (29 марта 1507 — 2 августа 1548)                                 | Карл I Мюнстербергский Анна Жаганьская                                               | 1536-1542                     | князь Зембицкий (с 1536 по 1542 год), князь Берутувский (с 1542 по 1548 год) |
| 21                                                    |                                 | Иоганн Мюнстербергский (4 ноября 1509 — 28 февраля 1565)                                   | Карл I Мюнстербергский Анна Жаганьская                                               | 1536-1565                     | князь Зембицкий (с 1536 по 1542 и с 1559 по 1565 год), князь Берутувский (с 1548 по 1565 год) |
| 22                                                    |                                 | Георг II Мюнстербергский (30 апреля 1512 — 13 января 1553)                                 | Карл I Мюнстербергский Анна Жаганьская                                               | 1536-1553                     | князь Зембицкий (с 1536 по 1542 год) |
| 23                                                    |                                 | Карл II Мюнстербергский (15 апреля 1545 — 28 февраля 1617)                                 | Генрих II Мюнстербергский Маргарита Мекленбург-Шверинская                            | 1565-1617                     | князь Берутувский (с 1604 по 1617 год) |
| 24                                                    |                                 | Карл Фредерик Мюнстербергский (18 октября 1593 — 31 мая 1647)                              | Карл II Мюнстербергский Елизавета Магдалена Бжегская                                 | 1617-1647                     | князь Берутувский (с 1639 по 1647 год) |
| Вюртембергский дом                                    |                                 |                                                                                            |                                                                                      |                               | |
| 25                                                    |                                 | Сильвий I Нимрод Вюртембергский (2 мая 1622 — 24 апреля 1664)                              | Юлий Фридрих, герцог Вюртемберг-Вайльтинген Анна Сабина Шлезвиг-Гольштейн-Зондербург | 1648-1664                     | князь Берутувский (с 1639 по 1647 год) |
| 26                                                    |                                 | Карл Фердинанд (1650 — 1669)                                                               | Сильвий I Нимрод Вюртембергский Эльжбета Мария Олесницкая                            | 1664-1669                     | |
| 27                                                    |                                 | Сильвий II Фридрих (21 февраля 1651 — 3 июня 1697)                                         | Сильвий I Нимрод Вюртембергский Эльжбета Мария Олесницкая                            | 1664-1697                     | |
| 28                                                    |                                 | Христиан Ульрих (9 апреля 1652 — 5 апреля 1704)                                            | Сильвий I Нимрод Вюртембергский Эльжбета Мария Олесницкая                            | 1664-1672 1697-1704           | князь Берутувский (с 1672 по 1697 год) |
| 29                                                    |                                 | Юлий Зигмунд (18 августа 1653 — 15 октября 1684)                                           | Сильвий I Нимрод Вюртембергский Эльжбета Мария Олесницкая                            | 1664-1672                     | |
| 30                                                    |                                 | Карл Фридрих II (7 февраля 1689 — 14 декабря 1761)                                         | Христиан Ульрих Сибилла Мария Саксен-Мерзебургская                                   | 1704-1744                     | |
| 31                                                    |                                 | Карл Кристиан Эрдман (26 октября 1716 — 14 декабря 1792)                                   | Христиан Ульрих II Вюртембергский Филиппина Шарлотта фон Редерн                      | 1744-1792                     | |
| Вельфы (Брауншвейгский дом)                           |                                 |                                                                                            |                                                                                      |                               | |
| 32                                                    |                                 | Фридрих Август Брауншвейг-Вольфенбюттельский (29 октября 1740 — 8 октября 1805)            | Карл I, герцог Брауншвейг-Вольфенбюттельский Филиппина Шарлотта Прусская             | 1792-1805                     | |
| 33                                                    |                                 | Фридрих Вильгельм Брауншвейг-Вольфенбюттельский (9 октября 1771 — 16 июня 1815)            | Карл Вильгельм, герцог Брауншвейг-Вольфенбюттельский Августа Великобританская        | 1805-1815                     | герцог Брауншвейг-Вольфенбюттель (c 1813 по 1815 годы) |
| 34                                                    |                                 | Карл II Брауншвейгский (30 октября 1804 — 18 августа 1873)                                 | Фридрих Вильгельм, герцог Брауншвейг-Вольфенбюттельский Мария Баденская              | 1815-1830                     | герцог Брауншвейгский (c 1815 по 1830 годы) |
| 35                                                    |                                 | Вильгельм Брауншвейгский (25 апреля 1806 — 18 октября 1884)                                | Фридрих Вильгельм, герцог Брауншвейг-Вольфенбюттельский Мария Баденская              | 1830-1884                     | герцог Брауншвейгский (c 1830 по 1884 годы) |
| В 1884 году вошло в состав земель Королевства Пруссия |                                 |                                                                                            |                                                                                      |                               | |